# Gubeng (plaats)
Gubeng is een bestuurslaag in het regentschap Soerabaja van de provincie Oost-Java, Indonesië. Gubeng telt 13.575 inwoners (volkstelling 2010).

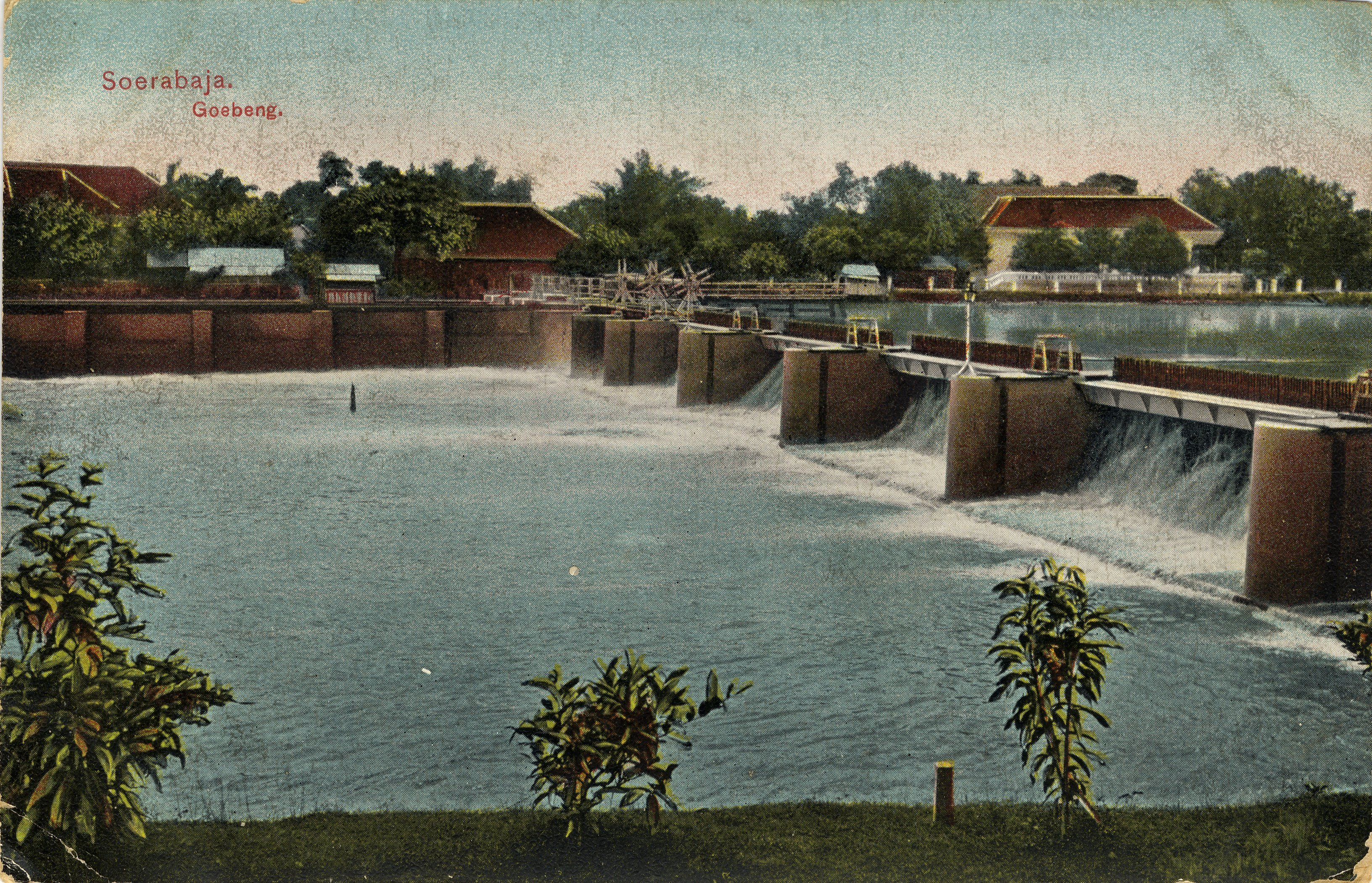
Sluizen van Goebeng, Soerabaja, 1906..1930. Collectie KITLV.